# Мудров Михайло Іванович
Мудров Михайло Іванович (рос. Мудров Михаил Иванович, 1919, с. Гулушек (нині Балахтинський район Краснодарського краю) — 29 січня 1944 р., під Вербівкою Липовецького району Вінницької області) — в роки німецько-радянської війни командир винищувальної авіаційної ескадрильї третього гвардійського Ростово-Донського Червонопрапорного винищувального авіаційного полку 235-ї Сталінградської винищувальної авіаційної дивізії 2-ї повітряної армії 1-го Українського фронту, гвардії капітан авіації.

## Біографічні відомості
Народився в 1919 році в селищі Гулушек (нині Балахтинського району Красноярського краю). Росіянин. Закінчив 8 класів середньої школи.
У 1938 році призваний в Червону Армію Новоселівським райвійськкоматом Красноярського краю. Закінчив 30-у Читинську військову авіаційну школу пілотів.
На фронтах німецько-радянської війни воював на Карельському, Волховському, Сталінградському, Південному, Північно-Кавказькому, Воронезькому і 1-му Українському фронтах. Літав в 285-му винищувальному авіаційному полку на винищувачах І-153, ЛаГГ-3 і Ла-5. За роки війни тричі поранений, двічі — в 1942 році.
Першу перемогу здобув восени 1941 року. До листопада 1942 року здійснив 142 бойових вильоти, збив 4 літаки ворога особисто і 4 — в групі.
У листопаді 1942 року разом з полком перекинутий під Сталінград. На посаді командира ланки брав участь у повітряному блокаді оточеного ворожого угруповання в Сталінграді. Найуспішнішим для льотчика став день 28 листопада 1942 року, коли він збив три німецькі літаки — два бомбардувальники і один винищувач. Навесні 1943 року брав участь у повітряній битві на Кубані.
Яскраво проявився талант льотчика-винищувача в Курській битві. Тільки з 4 по 13 серпня Михайло Мудров збив 8 літаків особисто. При цьому 12 серпня 1943 року він повторив свій подвиг майже річної давнини, збивши за один день три літаки — два пікіруючих бомбардувальники і один винищувач. У боях над Дніпром і на Правобережній Україні бойовий рахунок пілота продовжував швидко зростати. У січні 1944 року він став одним з найрезультативніших асів радянських ВПС, маючи на бойовому рахунку за 420 бойових вильоти 30 літаків ворога, збитих особисто і 7 літаків — в групі. Був двічі поранений у боях.
У бойовому вильоті 27 січня 1944 літак Михайла Мудрова був підбитий (за деякими даними, в цьому останньому бою капітан Мудров збив 2 ворожих літака). Непритомного льотчика доставили в госпіталь, де він помер 29 січня 1944 року. У своїй частині він вважався зниклим безвісти, що стало причиною відмови в присвоєнні звання Героя Радянського Союзу. Старожили Вербівки, Зозова та Олександрівки добре пам'ятають той день, коли над станцією Погребище-2 закрутився великий повітряний бій. Зненацька один з радянських винищувачів почав швидко втрачати висоту. Льотчик намагався дотягнути літак до крижаної рівнини греблі, щоб посадити його, але літак упав у гирлі її східної притоки, що тече від залізничної станції.
Героя пізніше поховали у Братській могилі с. Зозевого.
Нагороджений орденами Червоного Прапора, Олександра Невського, Вітчизняної війни 1-го ступеня.

## Вшанування пам'яті
«За мужність і героїзм, проявлені в боротьбі з німецько-фашистськими загарбниками у Великій Вітчизняній війні 1941 —1945 років» Указом Президента Російської Федерації № 347 від 10 квітня 1995 року капітану авіації Мудрову Михайлу Івановичу присвоєно звання Героя Російської Федерації (посмертно).
У райцентрі Балахта і у двох селах Красноярського краю вулиці носять ім'я Михайла Мудрова. Його ім'я присвоєно середній школі в селі Світлолобово Новоселівського району. У Балахті і в Світлолобово встановлено меморіальні дошки.